# Samuel Lipszyc

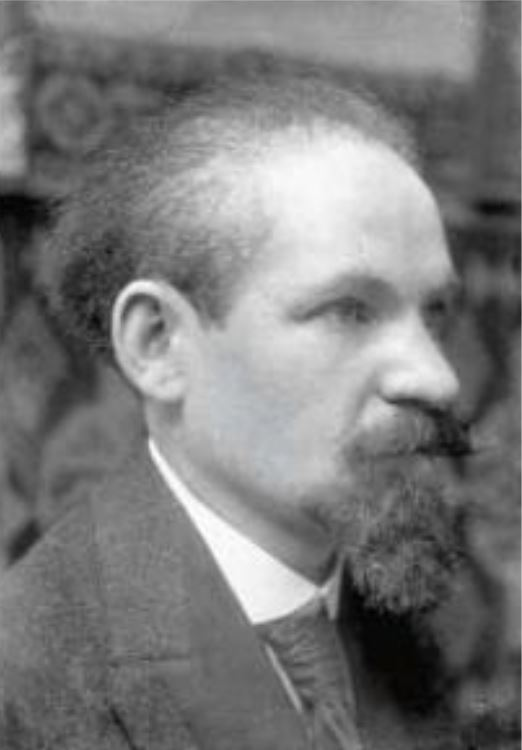
Samuel Lipszyc

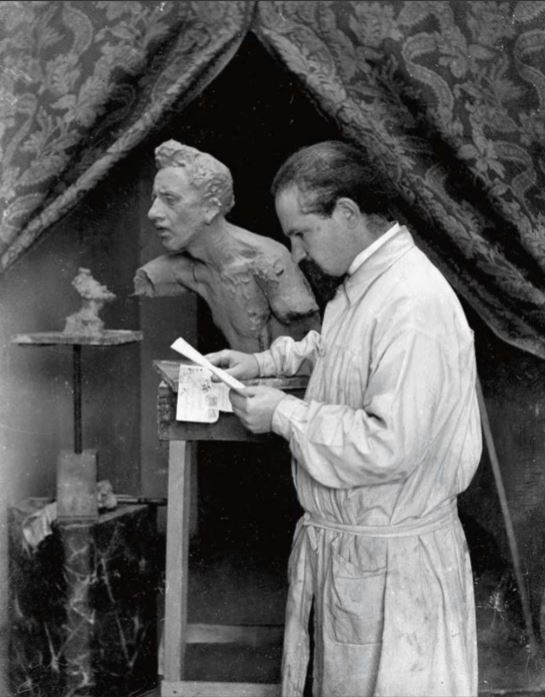
Samuel Lipszyc in seinem Atelier

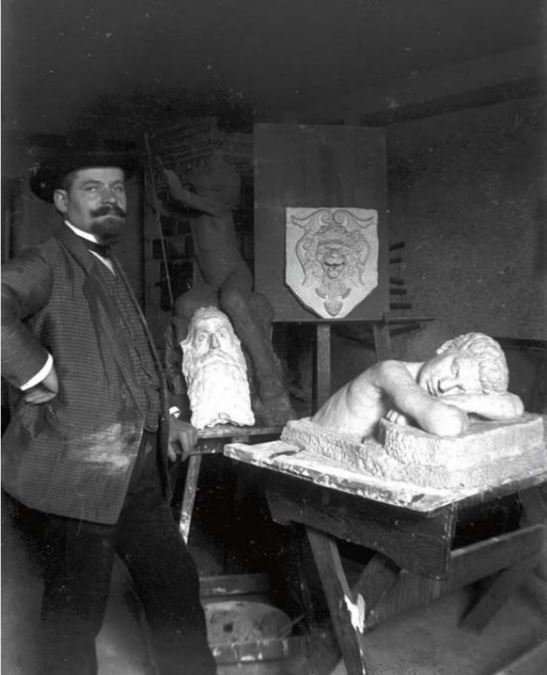
Samuel Lipszyc in seinem Atelier

Samuel Lipszyc (* 1880 in Pabianice, Kongresspolen, Russisches Kaiserreich; † 1943 im KZ Auschwitz im vom Deutschen Reich annektierten Teil Polens) war ein polnischer Bildhauer.

## Leben
Lipszyc wuchs in Łódź auf und zog um die Jahrhundertwende nach Paris, wo er in der Künstlerkolonie La Ruche lebte und seine Studien abschloss.
Hier wandte er sich anfänglich der Elfenbeinschnitzerei und der Marmorbildhauerei zu, mit denen er bald Bekanntheit erreichte. 1912 holte er seinen 14-jährigen Bruder Morice Lipsi nach Paris und unterwies ihn in Elfenbeinschnitzerei.
Lipszyc arbeitete mit Bronze, Elfenbein, Onyx und exotischen Hölzern. Zudem schuf er Möbel mit verzierenden Einlagen aus Elfenbein. In der Periode des Art déco fertigte er chryselephantine Statuetten, die häufig Tänzerinnen darstellten.
Während der Deutschen Besetzung Frankreichs im Zweiten Weltkrieg wurde Lipszyc in das KZ Auschwitz verbracht und dort 1943 ermordet.

## Werke (Auswahl)
- Danseuse à la perruche
- Danseuse à l’oiseau
- Danseuse à la roue
- Danseuse au tambourin
- Danseuse au serpent
- La fiancée
- Susanna
- Femme debout, mains derrière le dos
- L’Offrande
- Le Promeneur